# César Santin
César Santin (Jacutinga, 24 de Fevereiro de 1981) é um ex-futebolista brasileiro que atuava como atacante.

## Carreira
Começou no São José-RS, em seguida foi contratado pelo Grêmio. Seu único gol pelo tricolor foi o que valeu à equipe a classificação para as semifinais do Brasileirão 2002 na vitória por 1-0 sobre o Juventude no Alfredo Jaconi, após um 0-0 em Porto Alegre. Meses depois transferiu-se para o Vitória, onde permaneceu por pouco tempo. Após retornar ao São José, foi para o futebol europeu, para atuar pelo Kalmar FF, da Suécia, onde ficou por quase cinco anos.
Em 2008, foi contratado pelo Copenhagen, da Dinamarca, assinando contrato por cinco anos. Fez o gol do que deu título para o Campeonato Dinamarquês e também foi campeão da Copa da Dinamarca.
Em 2016, o jogador irá defender o Aimoré, time que disputa o Campeonato Gaúcho.